# Phú Trung (phường)
Phú Trung là một phường thuộc quận Tân Phú, Thành phố Hồ Chí Minh, Việt Nam.

## Địa lý
Phường Phú Trung nằm ở phía đông nam quận Tân Phú, có vị trí địa lý: 
- Phía đông giáp quận Tân Bình
- Phía tây và phía bắc giáp phường Hòa Thạnh
- Phía nam giáp Quận 11.

Phường có diện tích 0,89 km², dân số năm 2021 là 43.142 người,  mật độ dân số đạt 48.474 người/km².

## Lịch sử
Phường được thành lập vào ngày 5 tháng 11 năm 2003 trên cơ sở 89,65 ha diện tích tự nhiên và 38.397 người của Phường 19, quận Tân Bình, đồng thời với việc thành lập quận Tân Phú.

## Hành chính
Phường Phú Trung được chia thành 7 khu phố.